# Richard Rogers
Richard George Rogers, barone Rogers di Riverside (Firenze, 23 luglio 1933 – Londra, 18 dicembre 2021), è stato un architetto inglese.

## Biografia

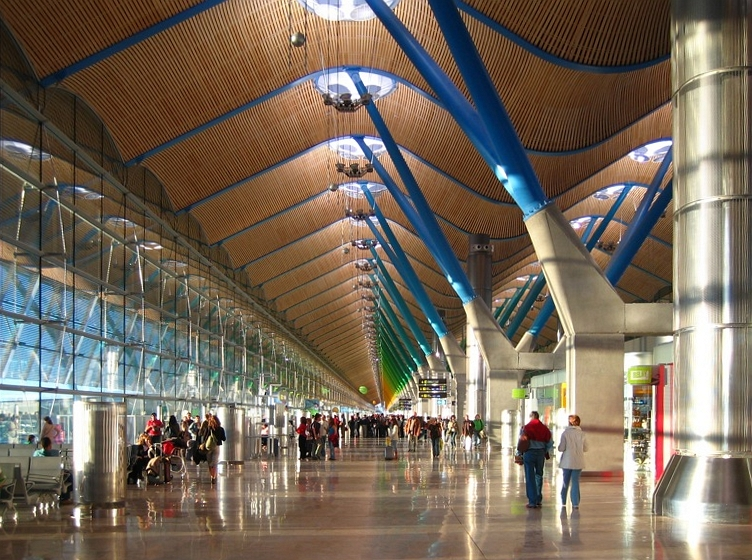
Il Terminal 4 dell'aeroporto di Madrid-Barajas

Nato a Firenze, i suoi avi si erano trasferiti dall'Inghilterra in Italia circa 200 anni prima. All'età di sei anni, con lo scoppio della seconda guerra mondiale, tornò con la famiglia in Inghilterra. Il padre era cugino dell'architetto italiano Ernesto Nathan Rogers. A scuola incontrò difficoltà a causa della sua dislessia, decise di studiare architettura solo dopo aver prestato il servizio militare influenzato dalla figura del cugino del padre. Ha studiato all'Architectural Association School of Architecture di Londra e alla Yale University a New Haven, Connecticut. Nel 1964 fonda insieme alla moglie Sue e ai coniugi Wendy e Norman Foster, il Team 4, a cui si deve la realizzazione della fabbrica Reliance Controls Factory (1967) e altre opere di minore notorietà. Sempre nel 1967 Rogers ha rappresentato gli architetti inglesi alla biennale di Parigi, tenendo corsi universitari a Cambridge e a Londra. Alla fine del decennio, insieme alla moglie, realizzò una casa leggera e flessibile, costituita da elementi in plastica. Nel 1968-69 costruì la sua casa a Wimbledon, utilizzando acciaio e materiali sintetici.

Il Centro Pompidou, a Parigi

A partire dal 1969 ha associato l'insegnamento al MIT, Yale, Princeton dal quale, durante un incontro con Renzo Piano, è nata una collaborazione. Nel 1971 i due, insieme a Gianfranco Franchini, vincono il concorso per il Centre Pompidou. Elemento caratteristico di questo edificio è il fatto di evidenziare la tecnologia, intento che traspare evidente dal reticolato strutturale della facciata. Nel 1977 apre uno studio autonomo nella città di Londra dove progetta il complesso della Lloyds Bank. I progetti più recenti sono il Palazzo della Corte Europea, il Palazzo di Giustizia a Bordeaux e il Millennium Dome.

### Morte
Il 18 dicembre 2021 muore nella sua casa a Londra, come confermato dal figlio Roo, senza specificare la causa del decesso.

## Opere principali
- Centro Georges Pompidou, Parigi, Francia (1971-77)
- Lloyd's Insurance, Londra, Regno Unito (1979-86)
- Palazzo della Corte Europea, Strasburgo, Francia (1989-95)
- VR Techno Plaza, Gifu, Giappone (1998)
- Millennium Dome, Londra, Regno Unito (1999)
- Aeroporto di Madrid-Barajas, Madrid, Spagna (2005)
- 3 World Trade Center, New York, Stati Uniti (2008-18)
- Centro Rogers, Scandicci, Italia (2013)
- H Farm Campus, Venezia, Italia (2018-)